# Italian International 2018
Die Italian International 2018 im Badminton fanden vom 13. Dezember bis zum 16. Dezember 2018 in Mailand statt.

## Sieger und Platzierte
| Disziplin    | Gold                               | Silber                         | Bronze                           |
| ------------ | ---------------------------------- | ------------------------------ | -------------------------------- |
| Herreneinzel | Victor Svendsen                    | Thomas Rouxel                  | Pablo Abián                      |
| Herreneinzel | Victor Svendsen                    | Thomas Rouxel                  | Nhat Nguyen                      |
| Dameneinzel  | Julie Dawall Jakobsen              | Yvonne Li                      | Beatriz Corrales                 |
| Dameneinzel  | Julie Dawall Jakobsen              | Yvonne Li                      | Linda Zechiri                    |
| Herrendoppel | Mathias Bay-Smidt Lasse Mølhede    | Vitaliy Durkin Nikolai Ukk     | Lee Kwang-eon So Jae-ik          |
| Herrendoppel | Mathias Bay-Smidt Lasse Mølhede    | Vitaliy Durkin Nikolai Ukk     | Daniel Lundgaard Mathias Thyrri  |
| Damendoppel  | Ekaterina Bolotova Alina Davletova | Julie Finne-Ipsen Mai Surrow   | Julie MacPherson Holly Newall    |
| Damendoppel  | Ekaterina Bolotova Alina Davletova | Julie Finne-Ipsen Mai Surrow   | Nadia Fankhauser Iris Tabeling   |
| Mixed        | Rodion Alimov Alina Davletova      | Evgeniy Dremin Evgeniya Dimova | Mikkel Mikkelsen Mai Surrow      |
| Mixed        | Rodion Alimov Alina Davletova      | Evgeniy Dremin Evgeniya Dimova | Gaëtan Mittelheisser Léa Palermo |